# San Rafael Las Flores
San Rafael Las Flores är en kommunhuvudort i Guatemala.   Den ligger i departementet Departamento de Santa Rosa, i den södra delen av landet, 40 km öster om huvudstaden Guatemala City. San Rafael Las Flores ligger 1 371 meter över havet och antalet invånare är 2 572.
Terrängen runt San Rafael Las Flores är huvudsakligen kuperad, men norrut är den bergig. San Rafael Las Flores ligger nere i en dal. Runt San Rafael Las Flores är det ganska tätbefolkat, med 90 invånare per kvadratkilometer. Närmaste större samhälle är Casillas, 10,1 km sydväst om San Rafael Las Flores. Omgivningarna runt San Rafael Las Flores är en mosaik av jordbruksmark och naturlig växtlighet.